# Вашингтон (линеен кораб, 1940)
Вашингтон (на английски: USS Washington (BB-56), „Вашингтон“) е линеен кораб на САЩ. Той е вторият кораб от типа „Норт Керълайна“ и е построен във Филаделфийската военна корабостроителница, носи името на едноименния щат. В първите месеци след влизането на Съединените щати във Втората световна война на 7 декември 1941 година охранява конвои с доставки за Съветския съюз. В началото на 1942 г. „Вашингтон“ е сред двадесетте първи американски кораба оборудвани с радар. През лятото на 1942 година е прехвърлен на Тихоокеанския театър, където изиграва решаваща роля за американската победа в морската битка при Гуадалканал. Тук той, на 15 ноември 1942 г., потопява японския линкор „Киришима“. „Вашингтон“ на протежение на войната не понася бойни загуби, макар да получава повреди от действията на противника. Той е торпилиран при Гуадалканал и е поразен от един 5-дюймов снаряд, който преминава през неговата радарна антена, без да се взриви, и без да предизвика съществени разрушения. Участва във военните действия срещу Япония до края на войната, след което е използван за превоз на войници от Европа до Съединените щати. През 1947 година е прехвърлен в резерва, а през 1960 година е бракуван и рециклиран.

## История на службата
Поръчката за построяване на линейния кораб ВВ-56 е дадена на корабостроителницата на флота във Филаделфия. Залагането му е на 14 юни 1938 г. на слип №3. Спуснат е на вода на 1 юни 1940 г. „Кръстница“ на кораба става Вирджиния Маршал, потомка на първия главен съдия на САЩ – Маршал. Линкорът е окомплектован с екипаж на 15 май 1941 г. След няколко месеца учения влиза в състава на 6-а дивизия линкори на Атлантическия флот. След влизането на САЩ във войната „Вашингтон“ е прехвърлен в Скапа Флоу за усилване на британския флот. В прехода от Портланд, от 26 март до 4 април, участват „Вашингтон“, самолетоносача „Уосп“, крайцерите „Уичита“ и „Тъскалуса“. По време на прехода, на 27 март, на борда на „Вашингтон“ има инцидент – пада зад борда и загива командващия линейните сили на атлантическия флот адмирал Уилкокс. От 28 април до 5 май „Вашингтон“ влиза в далечното прикритие на арктическия конвой PQ-15. По време на похода получава повреди от взрива на дълбочинните бомби на потъващия разрушител „Паджаби“. Ремонтира се на вода в Хвал-Фьорде (Исландия). От 1 до 6 юли прикрива конвой PQ-17. От 21 юли до 23 август е на ремонт в Ню Йорк. Преминава в Тихия океан и на 15 септември е включен в състава на TF.17.
В нощта на 15 ноември, в състава на TF.64, приема участие в нощния бой при Гуадалканал. Американското съединение в състав „Вашингтон“, линкора „Саут Дакота“ и четири разрушителя се срещат в бой с японско съединение в състав линкор, четири крайцера и 9 разрушителя. „Вашингтон“ практически от упор разстрелва японския линкор „Киришима“, водейки огъня си по данни, получавани от радиолокационна станция.
В началото на 1943 г. „Вашингтон“ продължава да действа в района на Соломоновите острови. В периода юни-юли преминава ремонт в Пърл Харбър, след което е придаден към бързоходното авионосно съединение TF.58. В неговия състав, в края на 1944 г., взема участие в рейда над Маршаловите острови, обстрела над Науру. През януари 1944 г. бомбардира атолите Тароа и Куаджалин. На 1 февруари се сблъсква с линкора „Индиана“, ремонтът отнема 3 месеца.
През лятото на 1944 г., в състава на TF.58, участва в превземането на Марианските острови и сраженията във Филипинско море. В края на войната участва в десанта на Иво Джима, рейда против японските острови, води обстрели на позициите на японците на Окинава. През юли 1945 г. преминава ремонт в корабостроителницата Пюджет Саунд и на 2 септември успява да участва в церемонията по подписването на капитулацията на Япония в Токийския залив.
На 17 октомври пристига във Филаделфия. В рамките на операцията „Вълшебно килимче“, в периода ноември-декември 1945 г., превозва от Великобритания 1664 демобилизирани военнослужещи. Всичко за времето на войната получава 13 бойни звезди. На 27 юни 1947 г. е изваден в резерва. На 1 юни 1960 г. е изключен от списъците на флота и на 24 май 1961 г. е продаден за скрап.